# Magón (396 a. C.)
Magón fue un militar cartaginés del siglo IV a. C., comandante de la flota cartaginesa de Sicilia bajo el mando de Himilcón durante la segunda guerra siciliana contra Dionisio I de Siracusa.

## Carrera militar
En el año 396 a. C., aniquiló la flota siracusana al mando de Leptines de Siracusa en la batalla naval de Catania. No existe más información sobre su rol en las consiguientes operaciones contra la ciudad de Siracusa; pero, tras la desastrosa expedición y retorno de Himilcón a África, fue nombrado comandante en jefe de las operaciones en Sicilia. Inició una serie de medidas de conciliación con las ciudades griegas de la isla,y concluyó alianzas con las tribus sicilianas. En el año 393 a. C., avanzó hacia Mesina, pero fue atacado y derrotado por Dionisio cerca de Abaceno. Al año siguiente, tras recibir refuerzos de Cerdeña y África, reunió un ejército de ochenta mil hombres con el cual avanzó por el corazón de Sicilia hasta el río Dittaino. Allí se encontró con Dionisio, quien se había asegurado la alianza de Agiris, tirano de Agira, cortando así la vía de suministros a los púnicos. De este modo, Magón se vio forzado a firmar un tratado de paz por el cual abandonaba a sus aliados sicilianos en manos de Dionisio. Hecho esto, Magón regresó a Cartago, donde fue ascendido poco después a sufete. En el año 383 a. C., Dionisio comenzó una nueva guerra y Magón desembarcó a Sicilia con un gran ejército. Tras varias escaramuzas, ambos se enfrentaron en una incierta batalla campal donde los púnicos fueron derrotados y el propio Magón fue muerto.